# Malcolm Turnbull
Pour les articles homonymes, voir Turnbull.
Malcolm Turnbull, né le 24 octobre 1954 à Sydney (Nouvelle-Galles du Sud), est un homme d'affaires et homme d'État australien, Premier ministre d'Australie du 15 septembre 2015 au 24 août 2018.
Après avoir été directeur général de Goldman Sachs Australia, il est plusieurs fois ministre et chef du Parti libéral.
En 2015, il succède à Tony Abbott à la tête du gouvernement puis est reconduit dans ses fonctions à la suite des élections fédérales de 2016. Il est perçu comme un modéré proche du centre, ayant initié la légalisation du mariage homosexuel et défendu la nécessité d'agir en réponse au réchauffement climatique. Promoteur du multiculturalisme, il est également partisan d'une république.
Comme Premier ministre, il est attaqué par des membres de sa majorité qui l'accusent de tirer le Parti libéral à gauche et critiqué par une partie de la gauche pour avoir maintenu la ferme politique de ses prédécesseurs de lutte contre l'immigration illégale. En raison de mauvais sondages et de sa volonté d'honorer l'accord de Paris sur le climat, il perd en 2018 la confiance de la majorité des députés de son parti, ce qui conduit à son départ de la tête du gouvernement.

## Jeunesse et famille

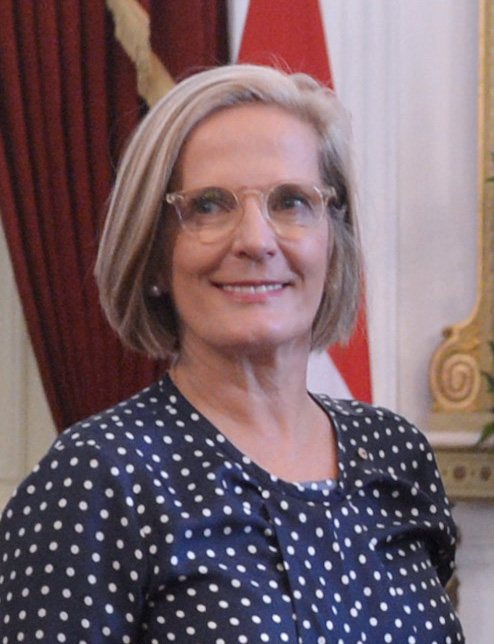
Son épouse, Lucy Turnbull, en 2015.

Malcolm Turnbull naît à Sydney le 24 octobre 1954. 
Sa mère, Coral Lansbury (1929-1991), est une comédienne de radio, écrivaine et universitaire, dont la mère est d'origine anglaise. Malcolm Turnbull, son seul enfant, est issu de ses deuxièmes noces avec Bruce Blight Turnbull, un courtier immobilier. 
Son père élève seul son fils à partir de ses neuf ans après que sa mère quitte le ménage. Sa mère se marie finalement une troisième fois, en Nouvelle-Zélande, avec John Salmon, avant de partir aux États-Unis. Du côté de sa mère, Malcolm Turnbull est d'origine juive. Il participe à plusieurs événements culturels de la communauté juive australienne, mais le Haaretz le dit catholique pratiquant.

## Études et carrière professionnelle
Malcolm Turnbull effectue toutes ses études à Sydney, à l'exception d'un passage à Oxford grâce à une bourse Rhodes. Il est d'abord journaliste, avocat, puis banquier, notamment directeur général de Goldman Sachs Australia de 1997 à 2001. Il défend notamment avec succès, dans les années 1980, l'ancien agent du renseignement britannique Peter Wright.
Sa fortune est estimée par le Business Review Weekly à 186 millions de dollars. Il possède dans la banlieue de Sydney une demeure évaluée à plus de 50 millions de dollars.

## Engagement politique

### Militant républicain
Malcolm Turnbull est chef du Mouvement républicain australien (Australian Republican Movement) de 1993 à 2000. Sous sa direction, le mouvement parvient à mettre la question républicaine au centre du débat, entraînant un référendum sur la question. Néanmoins, l'instauration d'une république est rejetée par 54,9 % des votants australiens, ce qui pousse Turnbull à démissionner. Il ne revient pas sur ce thème lors de la suite de sa carrière.

### Débuts au Parti libéral
Député libéral de la circonscription de Wentworth dans la banlieue est de Sydney depuis octobre 2004, il est, sous le quatrième gouvernement John Howard, ministre fédéral de l'Environnement et des Ressources en eau de janvier à décembre 2007. Il remplace à ce poste Tony Abbott, qui devient son rival après la fin de l'ère Howard.

### Ascension vers le pouvoir
Lorsque le gouvernement libéral-national (surnommé la Coalition) dirigé par John Howard perd les élections fédérales de novembre 2007, un vote pour la direction du Parti libéral est organisé quelques jours plus tard. Brendan Nelson est élu aux dépens de Turnbull par 45 voix contre 41. En septembre 2008, à la suite d'un second vote pour la direction du parti, c'est cette fois-ci Turnbull qui l'emporte par 45 voix contre 41 pour Nelson. Il est alors le premier républicain à la tête du Parti libéral fédéral. 
Comme chef de l'opposition, Turnbull critique la réponse du Premier ministre Kevin Rudd à la crise financière, en particulier pour la vitesse avec laquelle le gouvernement a dépensé le grand surplus budgétaire dont il avait hérité du gouvernement de John Howard, mais il ne parvient pas à entamer la popularité de Kevin Rudd.
En 2009, il accuse injustement le Premier ministre et le ministre des Finances de corruption dans l'affaire du faux-email de Godwin Grech, surnommée « Utegate (en) », et sa propre popularité diminue nettement. Des collègues lui reprochent d'être autocratique et les conservateurs du Parti libéral et du Parti national désapprouvent sa politique d'une bourse du carbone. Après une période de division pour les libéraux, Tony Abbott est élu chef du parti le 1er décembre 2009, par 42 voix contre 41 à Turnbull.

### Ministre des Communications
Après la victoire des libéraux aux élections fédérales de septembre 2013, Tony Abbott devient Premier ministre et le nomme malgré tout ministre des Communications dans son gouvernement.

### Premier ministre d'Australie

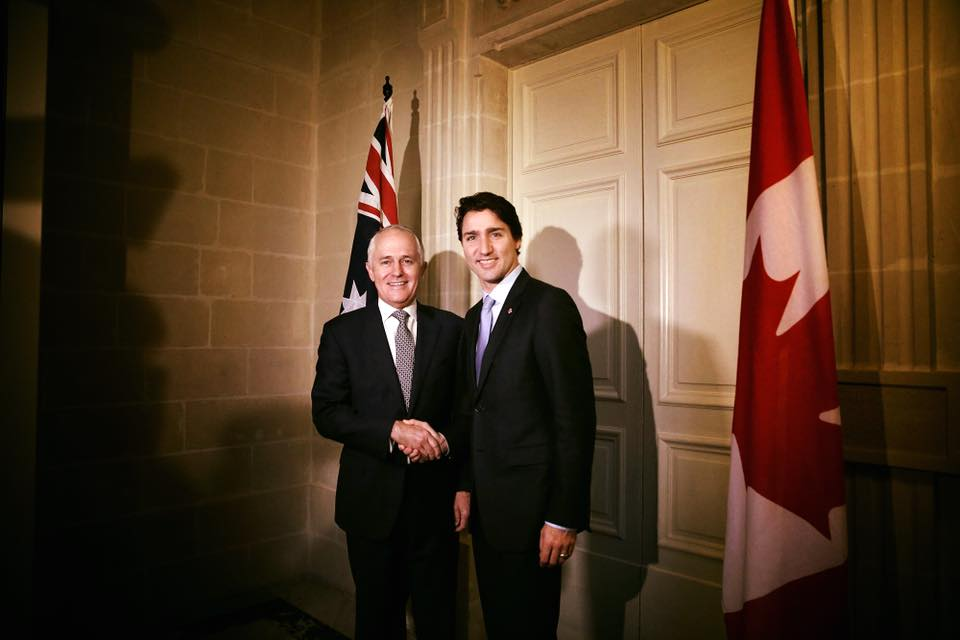
Turnbull avec le Premier ministre canadien, Justin Trudeau, en 2015.

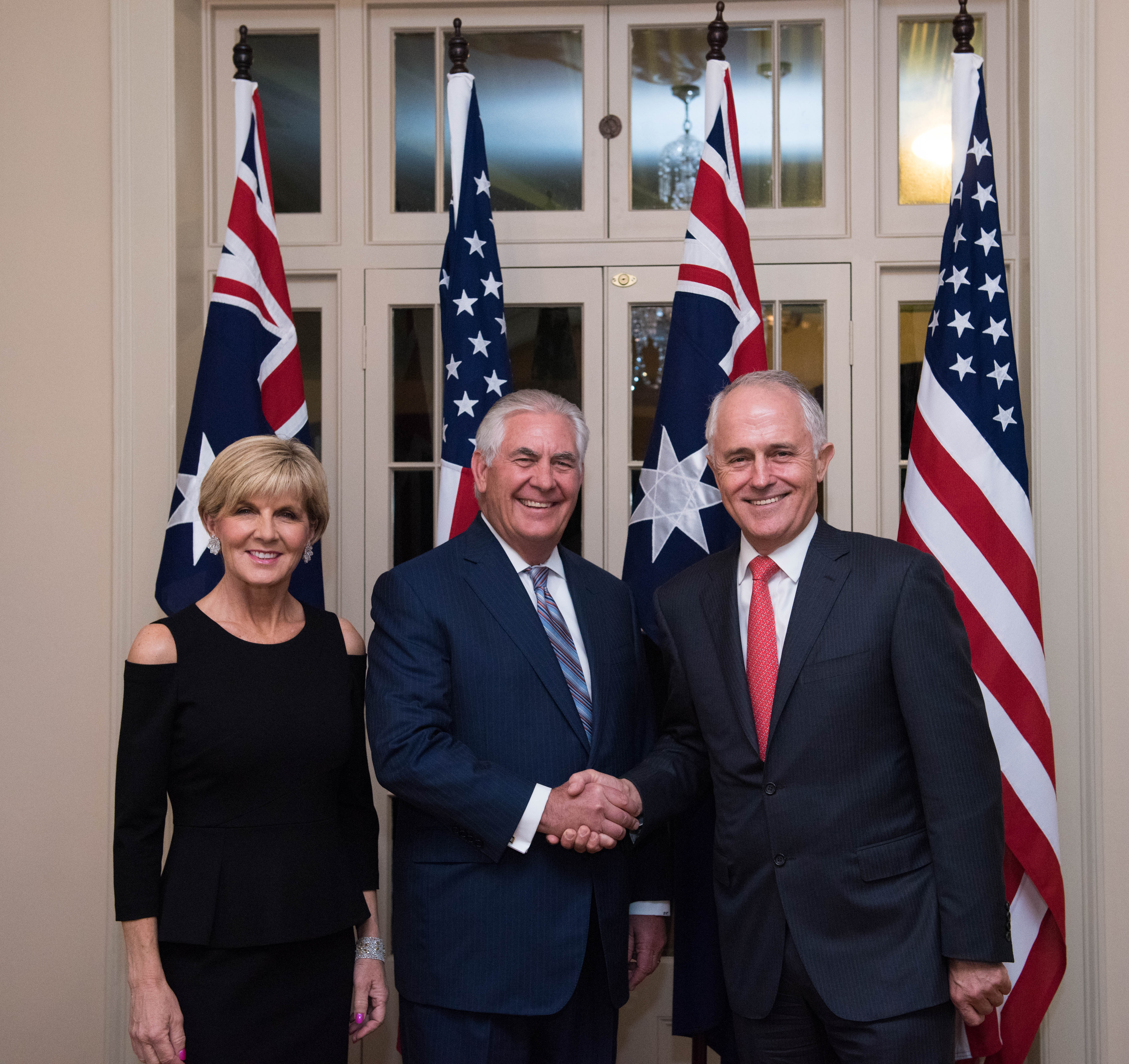
Malcolm Turnbull et Julie Bishop recevant le secrétaire d'État américain, Rex Tillerson, en 2017.

L’impopularité relative de Tony Abbott vaut à celui-ci d'être mis à l'épreuve par son parti. En février 2015, soit à peine plus d'un an après son entrée en fonction, Abbott demande à son parti six mois supplémentaires afin de s'éviter une élection interne (leadership spill) à laquelle Turnbull avait déjà annoncé sa candidature.
Le 14 septembre, Tony Abbott est mis en minorité par un vote des parlementaires de son propre parti, par 44 voix contre 54 à Turnbull, qui devient ainsi le nouveau chef des libéraux, et qui, le lendemain, est investi Premier ministre. Deux différences majeures, outre son passé de militant républicain, séparent Turnbull de la ligne orthodoxe d'Abbott : son soutien au mariage homosexuel et à la lutte contre le changement climatique (timoré lors de sa primature).
En mai 2016, le rejet par le Sénat d'une loi touchant au secteur du bâtiment et de la construction conduit Malcolm Turnbull à solliciter la dissolution à la fois de la Chambre des représentants et du Sénat. Après avoir été donné longtemps battu dans les enquêtes d'opinion,, sa coalition remporte, le 2 juillet, 74 sièges à la Chambre des représentants et obtient l'appui des indépendants nécessaire à une majorité contre les travaillistes menés par Bill Shorten.
Le gouvernement est contesté par la gauche et des ONG sur la question des migrants, notamment après l'auto-immolation d'un migrant iranien à Nauru. Des ONG reprochent à Turnbull de ne pas remettre en cause la solution du Pacifique, bien que 70 % des arrivants repoussés sur les îles voisines aient, selon le journal Le Monde, un statut de réfugié. En août, sont par ailleurs dévoilés par The Guardian 2 000 documents alléguant d'abus violents et sexuels sur des migrants dans ces camps-prisons, certains pour les dénoncer s'étant auto-mutilés.
Le gouvernement est également critiqué pour le traitement réservé aux Aborigènes après la fuite d'images de surveillance d'une prison de Darwin qui montrent des adolescents autochtones torturés par des gardiens. Alors que des milliers de personnes prennent part à des manifestations, le Premier ministre condamne fortement ces actes. En 2017, jugeant la proposition trop radicale, il refuse la demande d'instaurer une représentation aborigène au parlement à la suite de la demande de la communauté après le sommet d'Uluru.
En mai 2017, les agences de notation expriment leurs doutes dans la capacité du gouvernement Turnbull de revenir à un budget positif alors que le Bureau australien des statistiques note sa crainte d'une décroissance des salaires réels, la hausse du coût de la vie tendant les budgets des ménages.
Du 12 septembre au 7 novembre 2017, Turnbull organise une consultation par voie postale interrogeant le peuple sur la légalisation ou non du mariage homosexuel. Avec la victoire du oui, Turnbull s'engage à adopter une loi en faveur du mariage homosexuel d'ici la fin de l'année 2017.
Souhaitant faire inscrire dans la législation l'obligation pour l'Australie, en accord avec l'accord de Paris sur le climat, de réduire ses émissions polluantes de 26 % à l'horizon 2030, Malcolm Turnbull y renonce le 17 août 2018, face à la menace de défection d'une dizaine de représentants d'arrière-ban. Sa direction du Parti libéral et du gouvernement étant menacée en raison également de mauvais sondages en vue des élections fédérales de 2019, il fait procéder le 21 août à un vote de confiance par les députés libéraux. Défié par son ministre de l'Intérieur Peter Dutton, Malcolm Turnbull conserve la confiance de sa majorité parlementaire, et Peter Dutton démissionne du gouvernement. Peu après, toutefois, une majorité des députés libéraux appellent à un nouveau vote pour la direction du parti. Le 24 août, Malcolm Turnbull démissionne, et les députés élisent Scott Morrison à la direction du gouvernement et du parti, par quarante-cinq voix contre quarante pour Peter Dutton. Scott Morrison, jusque là ministre des Finances, est un chrétien évangélique appartenant à l'aile droite du parti.

### Retrait de la vie politique
Après son départ de la tête du gouvernement, Malcolm Turnbull démissionne de la Chambre des représentants, ce qui conduit à l’organisation d’une élection partielle dans sa circonscription de Wentworth le 20 octobre 2018. Le fait qu’une partie des électeurs libéraux de la circonscription aient été déçus par l’éviction de Malcolm Turnbull permet à la candidate sans étiquette Kerryn Phelps de l’emporter de justesse sur le candidat libéral. Le nouveau gouvernement Morrison perd ainsi sa majorité absolue à la Chambre, qui ne tenait qu'à un siège, et devient un gouvernement minoritaire, dépendant du soutien d'élus indépendants,.
Il retourne travailler dans la finance, devenant à partir de juin 2019 conseiller principal auprès du fonds d'investissement américain Kohlberg Kravis Roberts.